# Elephantis
Elephantis, auch Elephantine, war eine antike griechische Autorin. Sie war zu ihrer Zeit als Verfasserin eines reich bebilderten Ratgeberbuches über Stellungen beim Liebesakt berühmt. Dieses Buch ist nicht erhalten, war aber in der Antike sehr populär. Es wird berichtet, dass es Kaiser Tiberius bei der Ausstattung seines Schlafzimmers als Vorlage diente. Ihre Popularität ist mit der Autorin Philainis vergleichbar, die ein ähnliches, aber vermutlich unbebildertes Werk verfasste. Darüber hinaus schrieb Elephantis einige medizinische Werke über Empfängnis, Empfängnisverhütung und kosmetische Haarpflege.